# Francesca Capaldi

Francesca Capaldi, 2024

Francesca Capaldi (* 8. Juni 2004 in La Jolla, San Diego, Kalifornien) ist eine US-amerikanische Schauspielerin.

## Leben
Mit ihrer Rolle in Hund mit Blog spielte sie von 2012 bis 2015 ihre erste größere Rolle. Zuvor hatte sie bereits eine Episodenrolle als Waisenkind in der ebenfalls vom Disney Channel ausgestrahlten Serie A.N.T.: Achtung Natur-Talente und in zwei Episoden von How I Met Your Mother als junge Lily Aldrin (sonst gespielt von Alyson Hannigan). Von 2019 bis 2020 war sie in der Web-Serie Crown Lake als Nellie Chambers zu sehen.

## Filmografie (Auswahl)
- 2011: A.N.T.: Achtung Natur-Talente (A.N.T. Farm, Fernsehserie, Folge 1x19)
- 2012: Small Business (Fernsehfilm)
- 2012: Weihnachten allein zu Haus (3 Day Test)
- 2012: How I Met Your Mother (Fernsehserie, 2 Folgen)
- 2012–2015: Hund mit Blog (Dog With a Blog, Fernsehserie, 70 Folgen)
- 2015: Jessie (Fernsehserie, Folge 4x08)
- 2015: Die Peanuts – Der Film (The Peanuts Movie, Stimme kleines rothaariges Mädchen)
- 2015: Ein Hund rettet den Sommer (The Dog Who Saved The Summer, Fernsehfilm)
- 2017: Max – Agent auf vier Pfoten (Max 2: White House Hero)
- 2019–2020: Crown Lake (Web-Serie, 16 Folgen)
- 2024: Last Night at Terrace Lanes
- 2024: Stinky Summer